# Paralimnophila eucrypta
Paralimnophila eucrypta là một loài ruồi trong họ Limoniidae. Chúng phân bố ở miền Australasia.